# Grassau
Grassau település Németországban, azon belül Bajorországban. Lakosainak száma 7285 fő (2023. december 31.). Grassau Bernau am Chiemsee, Aschau im Chiemgau, Schleching, Marquartstein, Staudach-Egerndach és Übersee (Chiemgau) községekkel határos.

## Népesség
A település népessége az elmúlt években az alábbi módon változott:
| Lakosok száma | 1103 | 3136 | 5105 | 6385 | 6394 | 6661 | 6748 | 6851 | 7115 | 7285 |
|               | 1875 | 1950 | 1975 | 2010 | 2012 | 2014 | 2016 | 2018 | 2021 | 2023 |